# Ciné-panettone
Le Ciné-panettone est un néologisme italien qui désigne une série de films comiques italiens destinés à sortir dans les salles de cinéma pendant la période de Noël, le panettone étant une brioche fourrée de raisins secs, de fruits confits et de zestes d'agrumes, dont la dégustation fait partie des traditions de Noël.

## Origine du terme
D'origine dépréciative, le terme a été inventé par les critiques pour classer les comédies à succès du binôme Boldi-De Sica et sortant à l'époque de Noël. Les scénarios de ces films déclinent souvent les mêmes situations : « situations comiques grossières, exotisme, scie musicale du moment et bien sûr jolies filles en tenue légère ». Avec le temps, l'expression perd sa connotation péjorative, au point que les acteurs et les auteurs n'hésitent pas à s'en servir pour parler de leurs œuvres.

### Expressions dérivées
À la suite du succès de l'expression, sont apparus d'autres termes :
- cine-colomba (ciné-colombe), pour les films devant sortir autour de Pâques;
- cine-cocomero (ciné-pastèque), pour films destinés à sortir l'été;
- télé-panettone, pour les téléfilms de Noël;
- libro-panettone, pour les livres à succès commercial censés sortir au moment de Noël.

## Historique

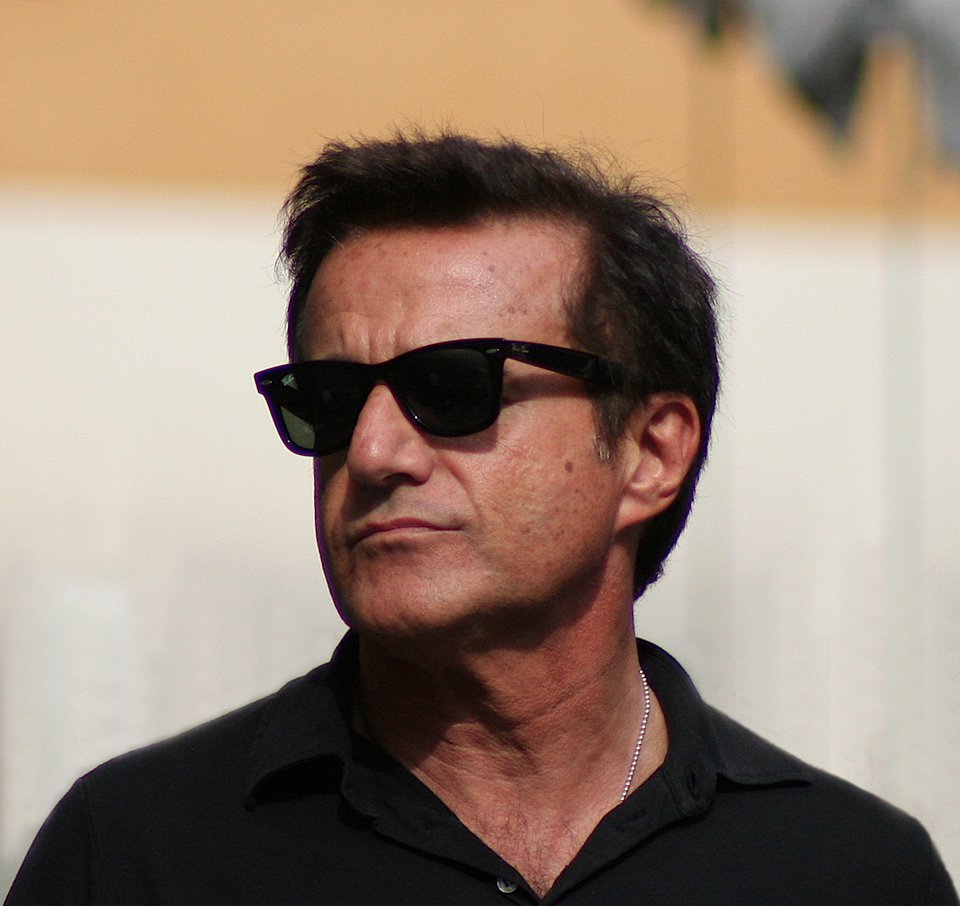
Christian De Sica, l'acteur fétiche – avec Massimo Boldi – de la saga du "cine-panettone" pendant 30 ans.

La paternité du genre fait l'objet d'une rivalité entre les réalisateurs Carlo et Enrico Vanzina d'une part, et le producteur Aurelio De Laurentiis d'autre part. Dans les faits, c'est après le succès commercial de Sapore di mare en 1982, qu'Aurelio De Laurentiis produit l'année suivante une comédie du même genre : Vacanze di Natale des frères Vanzina, mais situé dans la station de ski de Cortina d'Ampezzo.
Quelques années plus tard, commence une série avec Massimo Boldi et Christian De Sica : Vacanze di Natale '90 (1990), Vacanze di Natale '91 (1991), réalisés par Enrico Oldoini, puis Vacanze di Natale '95 (1995) réalisé par Neri Parenti. Les frères Vanzina exploitent aussi le filon avec S.P.Q.R. 2000 e ½ anni fa (1994) et A spasso nel tempo (1996), tandis que De Laurentiis préfère travailler avec Neri Parenti. Ce n'est qu'en 1999 que les frères Vanzina produisent Vacanze di Natale 2000.
Comme les titres le laissent deviner, les films ne se déroulent pas toujours à l'époque de Noël. Cela devient en revanche le cas à partir de 2001, quitte à changer de lieux, pour les endroits du globe les plus variés.
Ciné-panettoni officiels
- Vacanze di Natale (1983)  Italie
- Vacanze di Natale '90 (1990)  Suisse
- Vacanze di Natale '91 (1991)  Suisse
- Vacanze di Natale '95 (1995)  États-Unis
- Vacanze di Natale 2000 (1999)  Italie
- Merry Christmas (2001)  Pays-Bas
- Natale sul Nilo (2002)  Égypte
- Natale in India (2003)  Inde
- Christmas in Love (2004)  Suisse
- Natale a Miami (2005)  États-Unis
- Natale a New York (2006)  États-Unis
- Natale in crociera (2007)  République dominicaine
- Natale a Rio (2008)  Brésil
- Natale a Beverly Hills (2009)  États-Unis
- Natale in Sudafrica (2010)  Afrique du Sud
- Vacanze di Natale a Cortina (2011)  Italie
- Vacanze ai Caraibi - Il film di Natale (2015)  République dominicaine

En 2011, on note le retour au lieu d'origine, Cortina d'Ampezzo, perle des Dolomites. La référence au premier film est soulignée par quelques hommages : par exemple, Christian De Sica joue l'avocat Covelli (rôle de Riccardo Garrone comme père du jeune De Sica) et on retrouve le mythique "VIP Club" où se produisait Jerry Calà.
Les acteurs récurrents dans ce type de production sont, outre Christian De Sica et Massimo Boldi : Alessandro Siani, Fabio De Luigi, Paolo Conticini (it), Enzo Salvi (it), Biagio Izzo (it), Fichi d'India (it), Massimo Ghini, Sabrina Ferilli, Michelle Hunziker et Paolo Ruffini (it). À partir de 2006, Boldi abandonne le rôle et laisse sa place à Massimo Ghini (de 2006 à 2010, et à nouveau en 2015) aux côtés de De Sica. En revanche, il a entrepris d'exploiter le filon (apocryphe) à son compte avec d'autres acteurs comiques italiens tels Vincenzo Salemme, Enzo Salvi e Biagio Izzo.
Ciné-panettoni « apocryphes »
- Sapore di mare (1982)  Italie
- Olé (it) (2006)  Espagne
- Matrimonio alle Bahamas (it) (2007)  Bahamas
- La fidanzata di papà (it) (2008)  États-Unis
- A Natale mi sposo (it) (2010)  Suisse
- Matrimonio a Parigi (it) (2011)  France
- Sapore di te (2014)  Italie
- Matrimonio al Sud (it) (2015)  Italie

## Critique
Selon certains, ces films sont les héritiers de ceux des années 1950, dont Totò était l'un des protagonistes. Ces productions ont par ailleurs le rôle non négligeable de relancer et de faire tourner l'industrie du film italienne laquelle parvient ainsi à des rentrées équivalentes aux plus importantes industries du film d'autres pays.